# Jean Valz
Jean Valz, né en 1746 dans le Gard (à Gallician, Vauvert ou Nîmes), et mort en 1794 à Nîmes est un homme politique.
Bourgeois révolutionnaire influent du Gard, administrateur de Nîmes, premier administrateur du district de Sommières, il est une des dernières victimes de la Terreur.

## Le contexte
Protestant, agriculteur et négociant fortuné essentiellement en laines, basé à Nîmes, dans les Cévennes, la Vaunage et en Camargue, et qui commerçait notamment avec l'île de Saint-Domingue, Valz, bien que républicain respecté, est accusé, sous la Terreur, de modérantisme et de fédéralisme. 

## Le «Club des Amis de la Constitution»
Il est un des principaux membres, dès l’été 1790, du « Club des Amis de la Constitution » qui est alors le maître absolu de la ville de Nîmes, du district et du département du Gard. Son règne durera jusqu’à l’écrasement du fédéralisme (dont Jean Valz est partisan). 
Les huguenots — dont Jean Valz — prennent part à l’élection de l’évêque constitutionnel, tandis que les catholiques s’abstiennent, et que quantité de prêtres s’enfuient vers l’Ardèche. Ce sont les bourgeois aisés tels que Valz qui dirigent alors le département.

## La Terreur
En 1793, la révolution se radicalise et les Montagnards de Robespierre prennent le dessus. Les notables sont désarmés et, à Nîmes, les antagonismes sociaux l’emportent sur la solidarité religieuse, en allant jusqu'à diviser les protestants. Malgré la réaction des bourgeois contre la société populaire et de la petite bourgeoisie radicale, l’insurrection fédéraliste est abandonnée dès la fin 1793. 
La Terreur est alors très forte à Nîmes (bien plus qu'ailleurs en province, à l'exception dans le sud, de Marseille et de Toulouse) qui imite Paris dans les antagonismes de classes.

## La condamnation
Ainsi, quoique bien connu dans le Gard comme étant républicain, Jean Valz, administrateur de la ville de Nîmes, membre du Comité de surveillance, membre de la « Société Républicaine » et également Premier administrateur du district de Sommières, est accusé de modérantisme et de fédéralisme, et est condamné à mort. Il monte sur l'échafaud dressé sur l'Esplanade de Nîmes le 1er Thermidor de l'An II — le 19 juillet 1794 — (avec 16 autres condamnés, tous membres du district de Nîmes et du Conseil départemental) et est guillotiné.  
Les condamnés sont pour la plupart dénoncés par le nouveau Premier officier municipal (maire), Jean-Antoine Courbis, rallié au courant de Robespierre. 
Le texte d'accusation est le suivant : « Accusé d'avoir tenté d'altérer et même de rompre l'unité et l'indivisibilité de la République, d'usurper l'autorité nationale et d'avoir mis tout en œuvre pour favoriser le plan de corruption des citoyens, de la subversion des pouvoirs et de l'esprit public et d'avoir avili la responsabilité nationale ».
Au regard de la faiblesse de l'accusation, la raison de la condamnation semble d'avantage être de nature politique, dans le but, pour Courbis, d'écarter une personne trop influente.
Son fils, Charles-Isidore (frère aîné de Benjamin Valz), sera le principal suspect de l'assassinat, par vengeance, de Jean-Antoine Courbis, mais ne sera pas inquiété.

## Le facteur religieux
Les protestants, proportionnellement à la population totale, subissent beaucoup plus le régime de la Terreur. 
Cela s'explique aisément : le commerce et l'industrie sont à cette époque à Nîmes essentiellement aux mains des réformés (d'abord pour deux raisons : c'est alors une des rares professions "publiques" et enrichissantes financièrement qu'il leur est autorisé d'exercer ; les persécutions et exils ont finalement créé un réseau protestant à travers l'Europe facilitant grandement les échanges commerciaux), et ce sont surtout les négociants nîmois qui embrassent la cause du fédéralisme.
La famille Valz était très attachée à la religion réformée. Par le passé, elle due déjà payer de très lourdes amendes (ordonnées en 1751 par l'Intendant du Languedoc, le chevalier Guignard de Saint-Priest) pour avoir refusé de renouveler son baptême du "Désert" selon le rite de l'Église catholique romaine.

## Famille et anecdotes
- Par sa femme Rosalie Anne Baux, Jean Valz est apparenté à la Maison des Porcellets.
- Jean Valz était administrateur de Nîmes comme Louis Mazelet (petit frère de Jean Mazelet, Seigneur de La Baume et d'autres contrées cévenoles) dont le petit-neveu épousera sa petite-fille.
- Un parent de Jean Valz devient le Premier officier municipal (maire) de la ville de Nîmes moins d’un an plus tard (le juge au tribunal de première instance, Alexandre Vincens-Valz).
- Jean Valz est le père de l'astronome Benjamin Valz et du notable et poète nîmois Charles Isidore (Isidore) Valz.
- C'est également le gendre du naturaliste Pierre Baux.
- Sa belle-fille est la sœur de David Dombre.
- Marie Valz, sa nièce, racheta le Couvent des Ursulines au XIXe siècle pour l'offrir aux Protestants sous la dénomination de "Petit Temple" (toujours en activité, en plein cœur de Nîmes).

## La fin de Courbis
- Courbis est, à la chute de la Terreur, massacré dans un soulèvement spontané du peuple nîmois. Le fils de Jean Valz est suspecté de lui avoir, d'un coup d'épée, donné le coup fatal.